# Emilie Risberg
Emilie Charlotta Risberg, född 10 juni 1815 i Skara, död 11 november 1890 i Örebro, var en svensk författare och pedagog. 

## Biografi

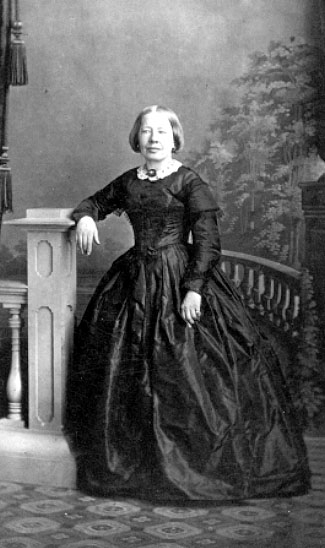
Emilie Risberg fotograferad 1862 av Wilhelmina Lagerholm, som var målare, tecknare och en tidig professionell kvinnlig fotograf.

Emilie Risberg var dotter till kommissionslantmätaren och postmästaren Benjamin Risberg och Hedvig Catharina Smedberg. I likhet med många andra medelklasskvinnor blev hon utbildad i hemmet och var sedan verksam som privatlärare. Hon grundade en flickskola i Mariestad som hon drev 1842–1850 innan hon flyttade till Örebro. Då hon 1861 hade anskaffat en egen bostad, kunde hon ta emot elever där. Hon grundade Risbergska skolan i Örebro och var dess föreståndare 1863–1878. Risberg betraktas som en pionjär för dem som vid mitten av 1800-talet grundade de första seriösa utbildningsanstalterna för flickor i Sverige. Den Risbergska skolan blev framgångsrik och hon kunde anställa fler lärare och utöka elevantalet utan att behöva skuldsätta sig. Skolan tillhörde de flickskolor som fick statsbidrag från 1874.
Emilie Risberg var också författare och skrev bland annat romaner som på sin tid var populära, bland dem Rolf och Alfhild (1860) och Warnhems ros (1861). 
Risberg pensionerade sig 1878 och levde därefter stillsamt i en lägenhet i skolbyggnaden.

### Skönlitteratur
- En Carlsbader skizz : svenskt original. Illustrerad följetong Folk- och resebibliotek. [Göteborg]: [Köster]. 1856. Libris 8255424. https://litteraturbanken.se/f%C3%B6rfattare/RisbergE/titlar/EnCarlsbaderSkizz/sida/3/faksimil/?om-boken
- Rolf och Alfhild eller De första kristna i Sverige : historisk-romantisk teckning från Ansgarii tidehvarf. Europeiska följetongen, 99-1523599-2 ; 1860 : 28-30. Stockholm: Bonnier. 1860. Libris 8255426. https://litteraturbanken.se/f%C3%B6rfattare/RisbergE/titlar/RolfOchAlfhild/sida/5/faksimil/?om-boken
- Warnhems ros : pennteckning. Europeiska följetongen, 99-1523599-2 ; 1861 :39-44. Stockholm: Bonnier. 1861. Libris 8239965. https://litteraturbanken.se/f%C3%B6rfattare/RisbergE/titlar/WarnhemsRos/sida/3/faksimil/?om-boken
- Ada eller Hvar är ditt fäste? : svenskt original. Europeiska följetongen, 99-1523599-2 ; 1863 : 11-17. Stockholm: Bonnier. 1863. Libris 8255421. https://runeberg.org/reada/
  -  Ada oder die Pietisten : ein Roman. Europäische Bibliothek der neuen belletr. Lit. Deutschlands und Skandinaviens ; Ser. 13 : 37-40. Wurzen. 1865. Libris 9853452

### Varia
- Stora svenska män. Öreskrifter för folket, 99-1474700-0. Stockholm: Bonnier. 1863-. Libris 8228686
  -  1, Carl von Linné. Öreskrifter för folket, 99-1474700-0 ; 15. 1863. Libris 2207107 - Ny upplaga 1894.
  -  2, Birger Jarl. Öreskrifter för folket, 99-1474700-0 ; 16. 1863. Libris 2207108 - Ny upplaga 1894.
  -  3, Axel Oxenstierna. Öreskrifter för folket, 99-1474700-0 ; 17. 1863. Libris 2207109 - Ny upplaga 1894.
  -  4, Esaias Tegnér. Öreskrifter för folket, 99-1474700-0 ; 21. 1866. Libris 2207110 - Ny upplaga 1881.
  -  5, Magnus Stenbock. Öreskrifter för folket, 99-1474700-0 ; 22. 1866. Libris 2207111 - Ny upplaga 1881.
  -  6, Jöns Jacob Berzelius. Öreskrifter för folket, 99-1474700-0 ; 23. 1866. Libris 2207112 - Ny upplaga 1895.
- Den heliga Birgitta och hennes tid : efter Fr. Hammerich. Minnesblad ur svenska qvinnors lif ; 1. Örebro: Lindh. 1864. Libris 8228978

### Barn- och ungdomslitteratur
- Beatrix : en hägringsbild ur folkungasagan. Stockholm: Seelig. 1869. Libris 8221986
- Barnen på Strandvik : berättelse för flickor. Stockholm: Beijer. 1881. Libris 1599850

#### Översättningar
- Pressensé, Élise de (1860). Rosa : berättelse för unga flickor. Nyaste bibliothek för barn och ungom ; 5. Stockholm: Flodin. Libris 3265940
- Pressensé, Élise de (1867). Familjen Dervés landtgård : en berättelse för ungdom. Stockholm: J. J. Flodin. Libris 1584470